# Траверсо, Энцо
Энцо Траверсо (итал. Enzo Traverso, род. 14 октября 1957, Гави, пров. Алессандрия) — итальянский и французский историк марксистского толка, профессор политологии в Университете Пикардии в Амьене.

## Биография
Получил степень магистра современной истории в университете Генуи, докторскую диссертацию защитил в Париже в Высшей школе социальных наук.
В молодости участник операистской группы «Рабочая власть». С 1985 года проживает и работает во Франции, специализируется на изучении геноцида армян, Холокоста и тоталитаризма. Член французской троцкистской партии «Революционная коммунистическая лига».
В Корнеллском университете ведёт курсы «The European Civil War 1914-1945» и «Landscapes of Memory: Political Uses of the Past».

## Труды
- Les Marxistes et la question juive, La Brèche-PEC, Montreuil, 1990.
- Les Juifs et l’Allemagne, de la symbiose judéo-allemande à la mémoire d’Auschwitz, La Découverte, Paris, 1992.
- Siegfried Kracauer. Itinéraire d’un intellectuel nomade, La Découverte, Paris, 1994.
- L’Histoire déchirée, essai sur Auschwitz et les intellectuels, Éditions du Cerf, Paris, 1997.
- Pour une critique de la barbarie moderne : écrits sur l’histoire des Juifs et l’antisémitisme, Éditions Page deux (Cahiers libres), Lausanne, 2000.
- Le Totalitarisme : Le XXe siècle en débat, 2001.
- La Violence nazie : Essai de généalogie historique, 2002, La Fabrique, Paris.
- avec Janet Lloyd, The Origins of Nazi Violence, 2003.
- La Pensée dispersée : Figures de l’exil judéo-allemand , 2004.
- Le Passé, mode d’emploi : Histoire, mémoire, politique , 2005, La Fabrique, Paris.
- À Feu et à sang : De la guerre civile européenne, 1914—1945, 2007.
- L’histoire comme champ de bataille. Interpréter les violences du XXe siècle. La Découverte, Paris, 2011.

## Переводы
- «Конвейер смерти»
- «История левых — это история поражений»
- Ультраправые возвращаются к антисемитским стандартам 1930-х годов. web.archive.org. Дата обращения: 20 апреля 2017.
- Энцо Траверсо. Фабрика ненависти (укр.). krytyka.com. Дата обращения: 19 июля 2025.
- Энцо Траверсо. Про антикомунізм. Історія ХХ століття в інтерпретації Нольте, Фюре і Куртуа (укр.) // Спільне.
- Энцо Траверсо. Інтелектуали й антифашизм. За критичну історизацію (укр.) // Спільне.
- Энцо Траверсо. Європа та її пам’ять. Три переплетені перспективи (укр.). — 2018.
- Энцо Траверсо. «Чорні землі» Тімоті Снайдера: викривлення історії (укр.) // Спільне.
- Энцо Траверсо. Привиди фашизму (укр.) // Спільне. — 2018.